# Polyrhaphis armiger
Polyrhaphis armiger är en skalbaggsart som först beskrevs av Carl Johan Schönherr 1817.  Polyrhaphis armiger ingår i släktet Polyrhaphis och familjen långhorningar. Inga underarter finns listade i Catalogue of Life.